# Mklik mączny

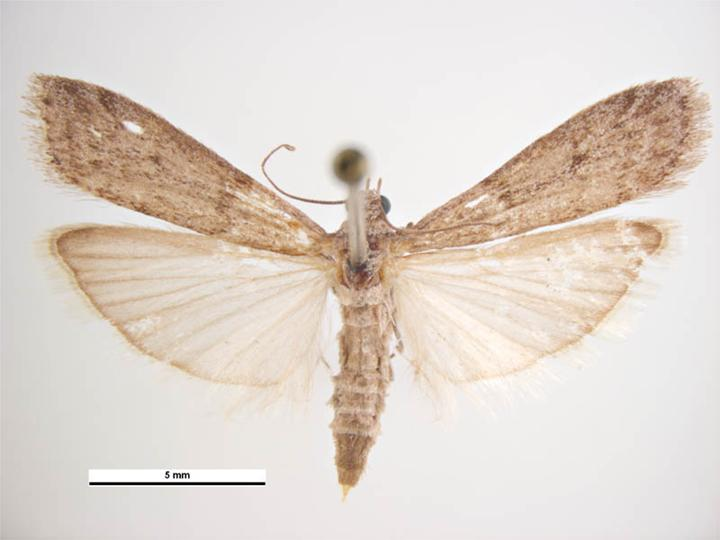
Samica, widok od góry

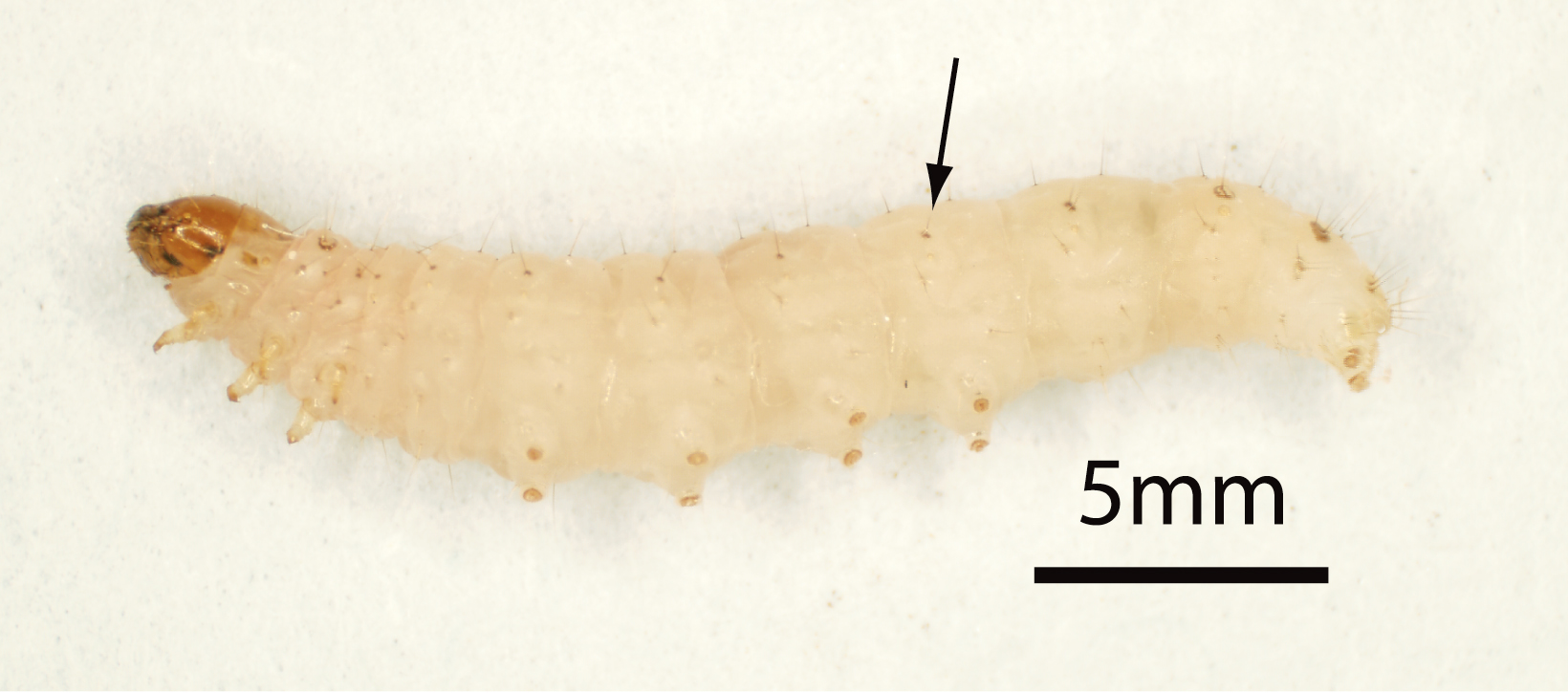
Larwa

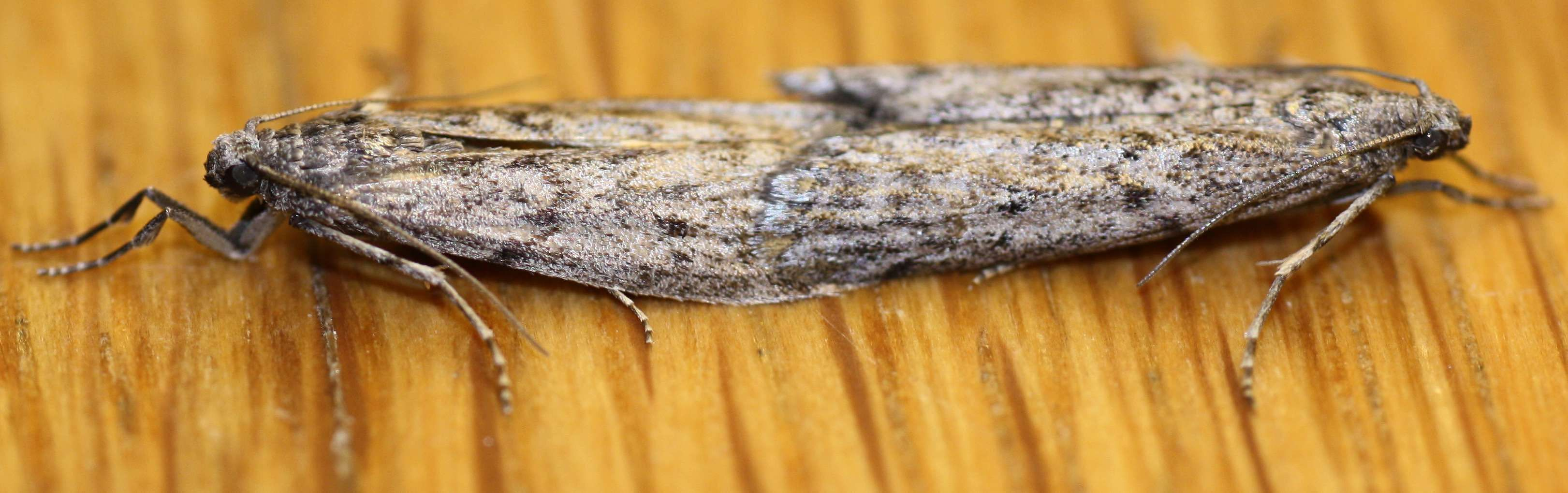
Kopulująca parka

Mklik mączny (Ephestia kuehniella) – gatunek motyli z rodziny omacnicowatych. Przypomina wyglądem mola mieszkającego w szafach, szkodnik magazynów zbożowych i spożywczych oraz szafek kuchennych.
Osiąga 2,5 cm rozpiętości skrzydeł. Ma białawe skrzydła z ciemnym deseniem, tylna para skrzydeł jest szarawa.

## Rozmnażanie
Samice mklika mącznego są gotowe do składania jaj niemal zaraz po przekształceniu się w imago. Po przeobrażeniu następuje okres intensywnego dojrzewania, w trakcie którego syntetyzowane są feromony. Do drugiego dnia po przekształceniu hormony są wysoce skoncentrowane oraz zachodzi owulacja. Wtedy dla większości samic zaczyna się dobieranie w pary. Formy dorosłe zaczynają odżywiać się zanim złożą jaja.
O gotowości do rozrodu samic z rodziny Pyralidae świadczy „wzywająca” pozycja, która polega wystawieniu tułowia pomiędzy skrzydłami, eksponując gruczoł wydzielający feromony. Samce zbliżają się do samic z rozłożonymi skrzydłami, 79% zbliżających robi to od tyłu. Pozycjonują się równolegle do samicy, kierując się w tę samą stronę. Po zbliżeniu się do samicy unoszą odwłok ponad głowę, wydłużając walwy. W trakcie kopulacji samice pozostają w tej samej pozycji – z uniesioną częścią brzuszną, ale już z ukrytym gruczołem. Kojarzenie się w pary trwa zazwyczaj od 4 do 5 godzin po zmierzchu.
Około 75% jaj jest składanych do 48 godzin, w temperaturze 20–23 °C. Stan zdrowia i stan psychologiczny osobników oraz warunki w jakich doszło do godów wpływają na liczbę potomstwa. Samce wystawione na ciągłe działanie światła maja dużo niższe możliwości reprodukcyjne niż te przebywające pod zmieniającym się oświetleniem. Liczba potomstwa sięga od 50 do 500.
Jaja składane są w odstępach lub blisko siebie. Przylegają do podłoża ponieważ pokryte są wydzieliną z gruczołu szyjnego. Wysoka odporność jaj na czynniki abiotyczne przyczynia się do możliwości adaptacyjnych tego gatunku.
Rozwój zarodkowy trwa 8 dni przy stałej temperaturze 20 °C. Próg ciepła dla początkowych stadiów rozwoju sięga od 8 °C (przy 16 godzinach światła i 8 godzinach ciemności) do 35 °C (przy wilgotności 95%).
Larwa w pierwszym stadium rozwoju wykazuje negatywną fototaksję, izolując się od światła nawet zanim rozpocznie karmienie. Zbiera mąkę i semolinę, z których buduje oprzęd. Takie zachowanie trwa przez 4 etapy rozwojowe larwy, w trakcie których część okrywająca jest powiększana i wzbogacana różnymi spożywczymi i niespożywczymi elementami.
Na czwartym etapie gąsienica dokonuje pomiarów przestrzeni poprzez kołysanie i rozciąganie części tułowiowej. To zachowanie jest szczególnie uwidocznione w trakcie piątego etapu larwalnego: dokonywanie pomiarów otoczenia zostaje zaakcentowane, kiedy larwa zaprzestaje karmienia i rozpoczyna tworzenie pierwszego kokonu poczwarki. Te pomiary umożliwiają ustalenie ilości przestrzeni ponad kokonem, co umożliwi imago na rozwinięcie skrzydeł krótko po opuszczeniu drugiego kokonu poczwarki.
Czas trwania rozwoju zależy od warunków środowiska i dostępnego pokarmu, na przykład przy temperaturze 20 °C i karmieniu wyłącznie semoliną cały proces – od złożenia jaj do przeobrażenia w postać dorosłą zajmie 60 dni.

## Znaczenie dla gospodarki
Gąsienice Ephestia kuehniella niszczą magazynowy suchy pokarm (mąkę, kaszę, płatki, ziarna zbóż, orzechy, migdały, pieczywo), który wykorzystują do wytworzenia oprzędu. Wraz z postępem w zwalczaniu szkodników ich rola zaczyna maleć. Larwy sprawnie poruszają się po płaskich powierzchniach takich jak pionowe ściany czy sufity. Objawem występowania w żywności larw mklika jest charakterystyczne rozdrobnienie (będące zapewne efektem przeżucia tegoż przez larwy i wydalenia), a także przyklejanie się tych resztek do ścianek opakowań, jak do nitek sieci pajęczej np. na wewnętrznych ściankach papierowej torby z mąką zwisają pojedyncze ziarenka mąki, jak na nitce. Wytępienie tych szkodników wymaga pozbycia się wszelkiej zainfekowanej żywności.

## Znaczenie w ochronie środowiska
Mklik mączny stanowi pożywienie dla Blattisocius tarsalis, niektórych owadów, ptaków i nietoperzy. W jajach żyje pasożytniczy gatunek Trichogramma.

## Występowanie
Mklik mączny jest obecnie gatunkiem kosmopolitycznym. Nie dotarł lub nie utrzymał się tylko w Afryce, z wyjątkiem wąskiego pasa północnego i cypla południowego. Występuje w młynach, przechowalniach, piekarniach, a nawet mieszkaniach.